# کومکو
کومکو (به انگلیسی: Comco) یک شرکت هواپیمایی با کد یاتا Unknown است که در ۲۰۰۲ میلادی تأسیس شده‌است. دفتر مرکزی کومکو در هلنا، مونتانا، ایالات متحده آمریکا واقع شده‌است.